# Otto VIII van Wittelsbach
Otto VIII van Wittelsbach (voor 1180 - Oberndorf, 7 maart 1209) was van 1189 tot 1208 paltsgraaf van Beieren. Hij is vooral de geschiedenis ingegaan door zijn moordaanslag op Filips van Zwaben - de eerste op een regerende rooms-koning.

## Afkomst
Otto VIII was de zoon van Otto VII (paltsgraaf van Beieren; overleden op 18 augustus 1189). Diens broer was Otto I, die in 1180 als eerste van het huis Wittelsbach hertog van Beieren werd. Een andere broer van Otto VII was Koenrad van Wittelsbach, die als Koenraad I van 1162 tot 1165 en opnieuw van 1183 tot 1200 aartsbisschop van Mainz respectievelijk als Koenraad III van 1177 tot 1183 aartsbisschop van Salzburg was. De neef van Otto VIII was de Beierse hertog Lodewijk I de Kelheimer.
Otto VIII werd in 1193 als opvolger van zijn vader in het Beierse paltsgraafschap benoemd. Hij duikt in de daarop volgende jaren echter zelden op in de bronnen.

## De koningsmoord
Otto VIII van Wittelsbach zou pas wereldpolitiek belangrijk worden toen hij op 21 juni 1208 in Bamberg de rooms-koning Filips van Zwaben vermoordde. Op die dag vond het huwelijk tussen Filips' nicht Beatrix (de erfdochter van Otto I van Bourgondië) en hertog Otto VII van Andechs-Meranië plaats. Het paar werd in de echt verbonden door bisschop Egbert van Bamberg, die een broer van de bruidegom was. Terwijl Filips zijn middagrust hield, verzocht Otto VIII onaangekondigd om een audiëntie bij hem. De koning weigerde deze, waarop Otto zijn zwaard trok en Filips' halsslagader opensneed. Na de moord vluchtte Otto weg.
Op 7 maart 1209 werd Otto, over wie de Rijksban was uitgeroepen en die een halfjaar later verscholen in een schuur werd teruggevonden, in Oberndorf bij Kelheim door de Rijksmaarschalk Hendrik van Kalden gearresteerd en gedood. Het hoofd van de dode werd in de Donau geworpen, terwijl de rest van het lijk jarenlang in een vat bewaard. Monniken van de abdij van Indersdorf ontvreemden ten slotte het vat en begroeven het lijk op het kloosterterrein.

### Motief
In 1203 had Filips zijn dochter Cunigonde met Otto VIII van Wittelsbach verloofd. Filips hield zich echter niet aan deze overeenkomst en kwam in 1207 met de Boheemse koning Ottokar I de verloving van de intussen vijf jaar oude prinses met Ottokars tweejarige zoon en opvolger Wenceslaus I overeen. Er werd aangenomen dat Otto als vergelding de koning vermoordde. Mogelijk verwachtte Otto VIII op de trouwdag van Filips' nicht Beatrix met hertog Otto VII van Andechs-Meranië van Filips een instemming met deze verloving of de toestemming voor een verloving met een van de drie andere dochters van de koning (Beatrix van Zwaben, Maria van Zwaben en Elisabeth van Zwaben).

### Gevolgen
Filips' weduwe, de zwangere koningin Irena Angela (geboren voor 1180, dochter van de Byzantijnse keizer Isaäk II Angelos), vluchtte naar de burcht Hohenstaufen en had een miskraam. Ze overleed op 27 augustus 1208 aan de gevolgen van haar miskraam. Ze liet vier dochters van drie tot tien jaar oud achter. Met de latere keizer Frederik II bleef er nu nog maar een mannelijk lid van de Hohenstaufen over.
De partij van de Hohenstaufen wendde zich tot Otto IV, die van 1208 tot 1212 nu de enige rooms-koning van het Rijk was en de Duitse troonstrijd leek te hebben gewonnen. De Beierse hertog Lodewijk I de Kelheimer wisselde als eerste partijganger van de Hohenstaufen van kant en schaarde zich nu aan de zijde van Otto IV: het lukte hem bovendien Otto IV ervan te overtuigen dat zijn neef Otto VIII tezamen met de bisschop Egbert van Bamberg uit het huis Andechs-Meranië de moordaanslag hadden gepland en uitgevoerd. Lodewijk I confisqueerde daarom de goederen van de familie Andechs-Meranië in Beieren. Deze goederen behield Lodewijk I ook nadat zijn bewering overduidelijk vals bleek te zijn. Verder bevestigde Otto IV voor Lodewijk de erfelijkheid van zijn waardigheid als hertog van Beieren. Op Pinksteren 1212 trouwde Lodewijks zoon Otto II de Doorluchtige met de Welfse Agnes van de Palts (1201 - 1267, erfdochter van het Welfse grondbezit in de Palts). In de herfst van 1212 liep Lodewijk I weer over naar het kamp van de Hohenstaufen. In 1214 werd hij paltsgraaf aan de Rijn.